# 假髮

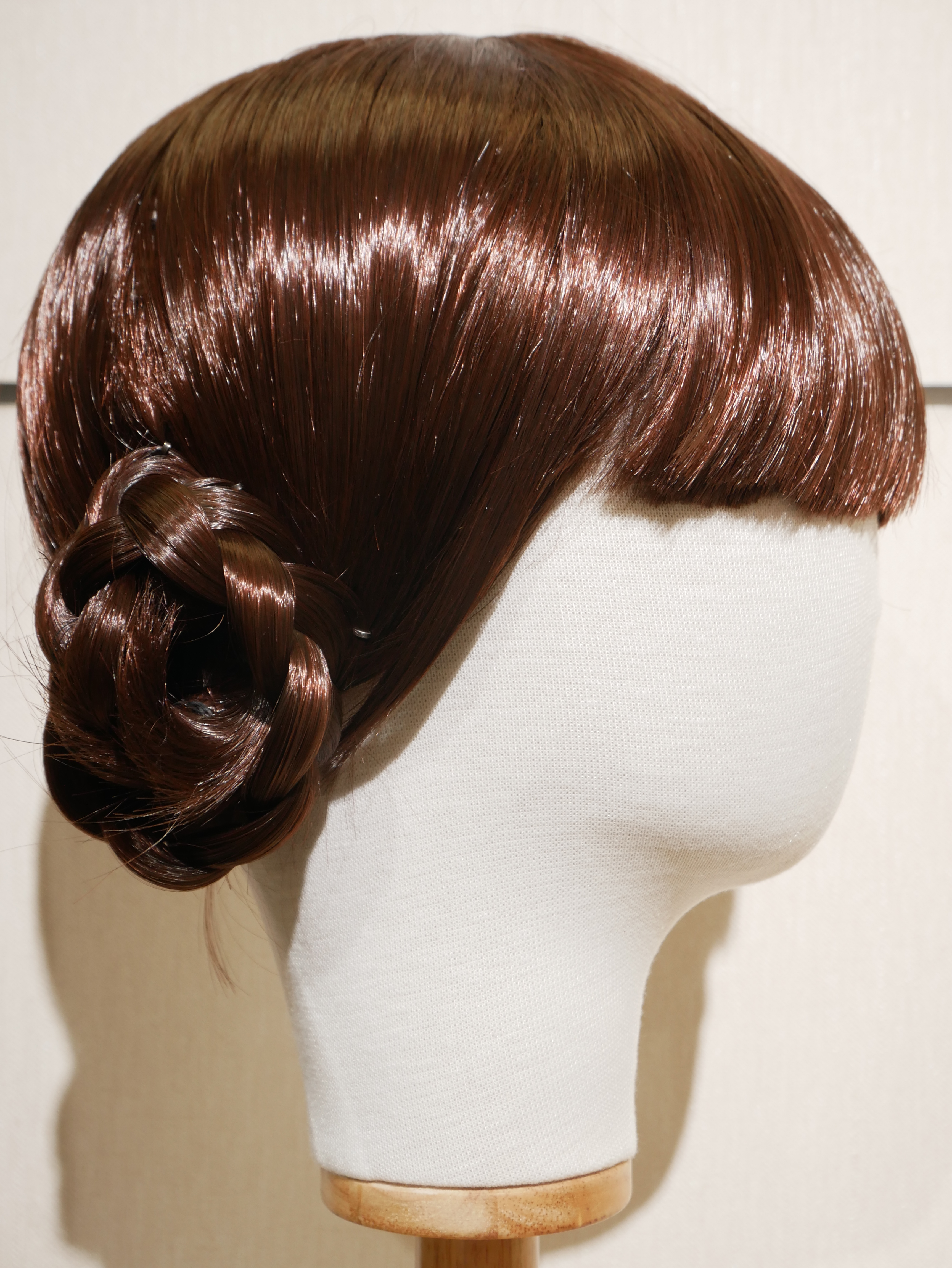
一頂假髮

假髮，古漢語稱鬄、髢（「鬄」同「髢」，中古擬音：deh，切，音同「弟」）、髲鬄（「髲」，中古擬音：bieh），指非由人自然生長出來的人造仿真頭髮，因應不同用途而佩戴。「鬄」是假髮的總稱，「髲」則專指人髮造的假髮。
在亞洲，中國很早就出現假髮，《詩經》中就多次提及。到了春秋時期（西元前770年—前476年），假髮開始在中國盛行。日本傳統髮型也經常加上假髮梳成。朝鮮半島在高麗王朝（西元918年-1392年）開始盛行戴假髻。而非洲的古埃及人在四千多年前就開始用假髮，也是世界上最早使用假髮的民族，並將假髮傳到歐洲。
假髮出現在多種形式的表演藝術中，如中國的戲曲、日本的能劇和歌舞伎、以及西方的歌劇。在英國和大部份英聯邦國家，假髮是大律師和法官的法庭服飾之一。

## 歷史

### 东亞
中國人很早就有佩帶假髮的習慣，起初為上層社會女性的飾物，加於原有的頭髮上，使其更濃密，並能做出較為複雜的髮髻。春秋時假髮盛行，到了汉朝依据《周礼》制定了发型与发饰。马王堆一号汉墓出土了辛追的假髮。三国時期婦女也常用假髻；北齐以後，假髻之形式向奇异化的方向发展，直到元末明初時漢族婦女開始使用一種叫䯼髻的假髻。中華民國成立後，髮型轉趨簡便，少用假髮、假髻。日本傳統髮型也經常加上假髮梳式。假髮在日本有悠久的歷史，據說日本的原始歌舞中，人們就已經用草與花卉的梗和蔓作頭上的裝飾。朝鮮半島在高麗王朝開始盛行戴假髻，忠烈王下令高麗全國穿蒙古服、留蒙古髮髻（編髮）。後來朝鮮太祖李成桂建立朝鮮王朝，採「男降女不降」政策，男性恢復漢制，女性則「蒙漢並行」，後來發展成「加髢」樣式。至英祖時有婦女因加髢過重折斷頸項至死，宮中才撤銷已婚王族婦女及女官必須佩戴加髢的規定。

#### 中國

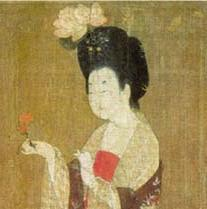
《簪花仕女圖》中梳高髻的南唐婦女，很可能加上假髮

中國很早就出現假髮，早期是上層社會女性的飾物，用來加在原有的頭髮上，令頭髮更濃密、做出較為複雜的髮髻。《诗经·鄘风·君子偕老》提到一种假发称“副”，又提到「不屑髢也」。，「髢」就是局部假髮或髮絲編成的假髻。《诗经·召南·采蘩》就稱假髮編成的髻為「被」，是髲的通假。
《周礼》中把假髮细分為多種，“副”取义于“覆”，是一种有饰假发；“编”則属于一种无饰假发；“次”是一种用假发与自己真发合编起来的髻。後來這些名稱都被“髲”和“鬄”所替代了，「髲」指用人髮製成的假髮，「鬄」則泛指假髮。西周的皇后、君夫人等上層社會貴族妇女，在参加祭祀等重大活动时，都要佩戴副、编、次等首饰。王后的假髻更有專門的宫廷官员“追师”負責掌理。
春秋時假髮盛行，《左傳·哀公十七年》記載衛莊公在城墙上看到戎州人己氏的妻子头发甚美，就命人把她的頭髮強行剃掉，製成假髮給自己的夫人呂姜作為裝飾，称为“吕姜髢”。當時男性也會戴假髮，《莊子·天地》提到有虞氏（舜）用假髮遮蓋禿頭。雖然《莊子》關於舜的內容屬傳說，但可見當時男子也會使用假髮。
汉朝依据《周礼》制定了发型与发饰。比如皇太后仍以假髻来承载多种沉重而复杂的头饰，后来演变成沉重的凤冠。宮中對假髮的需求大，為了找人髮做假髮，有些官吏甚至強行砍下人頭取髮。《太平御览》引《林邑记》提到朱崖（也作珠崖，今海南島）人多長髮，當地郡守貪婪殘暴，把婦女的頭割下來取她們的頭髮製造假髮《三国志·吴书·薛综传》也有記載薛綜提及漢朝發生的這件事。可見假髮在當時被視為珍寶。由於真髮所製的假髮得來不易，當時開始出現以黑色絲線製成的假髮，湖南長沙馬王堆一號漢墓就有實物出土。
三國時婦女也常用假髻，曹魏時規定规定为命婦的首饰，《文獻通考》記載其中一種假髻稱為「大手髻」，是貴人、夫人以下命婦的首飾。晉朝时，假髮、假髻在宮廷、貴族和民间都很流行，由於人們睡覺時會把假髮、假髻取下放在木或竹製造的籠子上，看起來像人頭，因此又稱假頭。《晉書·輿服志》記載當時各級命婦戴一種鑲有金飾、叫「蔽髻」的假髻。太元年间，公主、贵族、士大夫阶层的妇女均把佩戴假发当作盛妆，時稱「緩鬢輕髻」，也就是鬆髻，成为流行时尚。然而，假髮並非人人買得起，《晉書》就記載有些貧窮但愛美的女子會向別人借假髻佩戴，稱為「借頭」，自稱「無頭」。也有些窮人把自己的頭髮賣掉來換錢或換糧食，例如陶侃的母親就曾剪下自己的頭髮卖给做假发的人，换得数斛米，再把柱子砍了做柴火，给來投宿的范逵做飯。《世說新語·賢媛》也有記載這件事，後世引為美談，也是成语「陶母邀賓」的典故。
北齐假髻之形式向奇异化的方向发展，《北齐书·幼主记》就描述當時婦女的假髻出现了飞、危、邪、偏等樣式。當時假髮甚至完全取代頭上生長的頭髮，《集異記》就記載當時宮廷中有些爱美的妇女剃掉自己的头发来戴假发，後來流行至民間。
到了唐朝，假发仍然很流行，《新唐書·五行志》提到楊貴妃平時就喜歡戴假髻，當時稱為「義髻」。但亦有人認為楊貴妃所戴的義髻是以其他物料如木頭等製造的髮飾，並不是假髮。元稹《追昔遊》写道：“义梳丛髻舞曹婆。”“丛髻”就是装上的假发。柳宗元也在《朗州员外司户薛君妻崔氏墓志》讚美崔氏“髲髢峨峨”，當時的假发當偏重于高髻式。

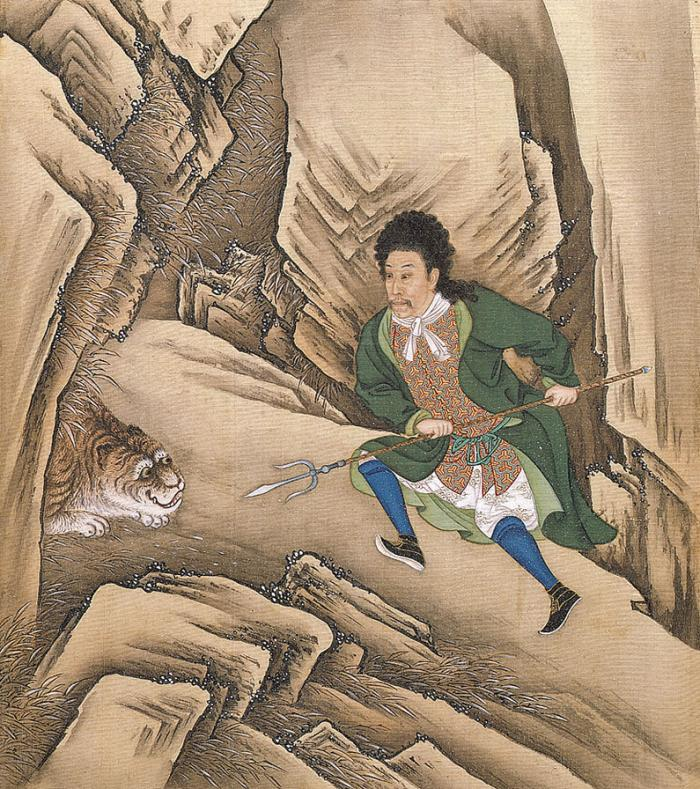
雍正帝穿西式服裝、佩戴西式假髮，以三叉戟刺老虎的畫像

五代十国时期好習高髻，常以假髮加入自己的頭髮中梳成髮髻，或直接把假髮編成假髻然後戴上。宋朝仍然流行高髻，且比五代有過之而無不及。假髮、假髻很盛行，一些繁华的大都市裡有了专门生产、销售假髻的商店。當時有些店舖以未經消毒的死人頭髮製成假髻出售，令佩戴者染病，且假髻盛行形成豪侈之風，《宋史·志·輿服》載端拱二年（989年）北宋朝廷就下诏禁止妇女戴假髻、梳高髻。但风气已形成，即使下詔也改变不大。
元朝時漢族婦女開始使用一種叫髻的假髻，是用別人剪下來的頭髮或絲線編成髻狀而成，用時戴上頭上，髻在元、明清三代一直有人使用。元朝王實甫的雜劇《西廂記》第四本第一折就提到崔鶯鶯的「髻髻兒歪」。當時也常有窮人賣頭髮做假髮。元末劇作家高明的雜劇《琵琶记》就有赵五娘为安葬公婆被迫卖掉头发。明朝西周生的《醒世姻緣傳》也提及婦女戴尖頭髻。除了髻之外，明朝婦女普遍使用的假髻樣式還有髮鼓，是以假髮覆蓋一個金屬絲編成的圓框製成。
清朝開始出現的髻樣式有很多，當時的京城有專門製作和銷售髻的作坊和店舖。清初的扬州就有蝴蝶、望月、花籃、折项、羅漢、懒梳头、双飞燕、倒枕、八面观音等髻樣式。清朝吳敬梓在《儒林外史》就寫范進之妻胡氏常戴銀絲假髻。當時婦女不但在平時會戴黑色的髻，連守喪時也會戴白色的髻髻。
清朝中葉，西方人又把西方的假髮帶到中國，雍正帝也曾佩戴西式假髮。清末一些人去日本留學，他們的辮髮被日本人取笑為「豚尾」（豬尾），很多留學生因此剪掉辮子，回國就套上假辮。例如魯迅去了日本留學就剪辮，半年後回國就套上假辮，與父母安排給他的妻子朱安拜堂行婚禮。沈寧的《百世門風》也提到裝假辮的現象，那種假辮要盘在头顶，团团围成假團辮才不會掉下來，於是當時義和團看到打团辫的人就抓，如果查到是假团辫就捉进巡抚衙门严刑拷打然後送入狱或把他們杀头。蘇雪林在《辛亥革命前後的我》一文也提到她的二叔去日本留學，在當地「斷髮改裝」，回國後就裝了一條假辮。
中華民國成立後，髮型轉趨簡便，少用假髮、假髻。但1917年张勋复辟时，北京城内剪去辮子百姓四处寻觅假辫，之後一直到中華人民共和國建立都甚少看到漢族人在日常生活中使用假髮了。少數民族則有一些有戴假髮的習慣，當時的永宁纳西族妇女會用牦牛尾巴上的毛编成粗大的假辫，盘于头顶，再在假辫之外缠上一大圈蓝、黑两色丝线，後垂至腰部。

#### 日本

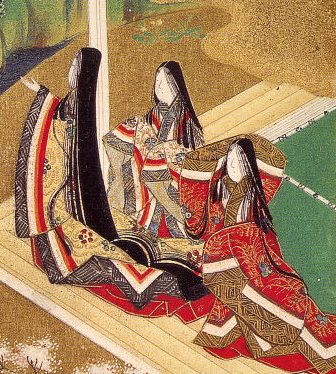
頭髮較稀疏者如要梳成圖中平安時代女性的垂髮，就要加上假髮

日本傳統髮型也經常加上假髮梳式，日語稱假髮為鬘（「鬘」在古漢語裡本義指美麗髮式，沒有假髮之義，日語把假名寫成漢字「鬘」）。假髮在日本有悠久的歷史，據說日本的原始歌舞中，人們就已經用草與花卉的梗和蔓作頭上的裝飾。《古事記》與《日本書紀》就有提及素戔嗚尊求取天照大神的髮髻、「鬘」和八阪瓊之五百箇御統，雖然《古事記》和《日本書紀》之內容含有不少神話传说成份，未必符合史實，但依照該兩部書的成書年代看，日本上層社會普遍使用假髮應不會晚於奈良時代。
日本人早期很少在演戏以外戴假发，後来在一般场合也有人戴假发了，多为女性。她們所戴的假发往往是用自己头上剪下的頭髮编织而成的，在自己的婚礼上也會戴上这种源自自身”的假发，之後日本古代女性在平時也常使用假髮、假髻來梳成傳統髮型。這類加在原有頭髮上面的局部假髮稱為「髢」。

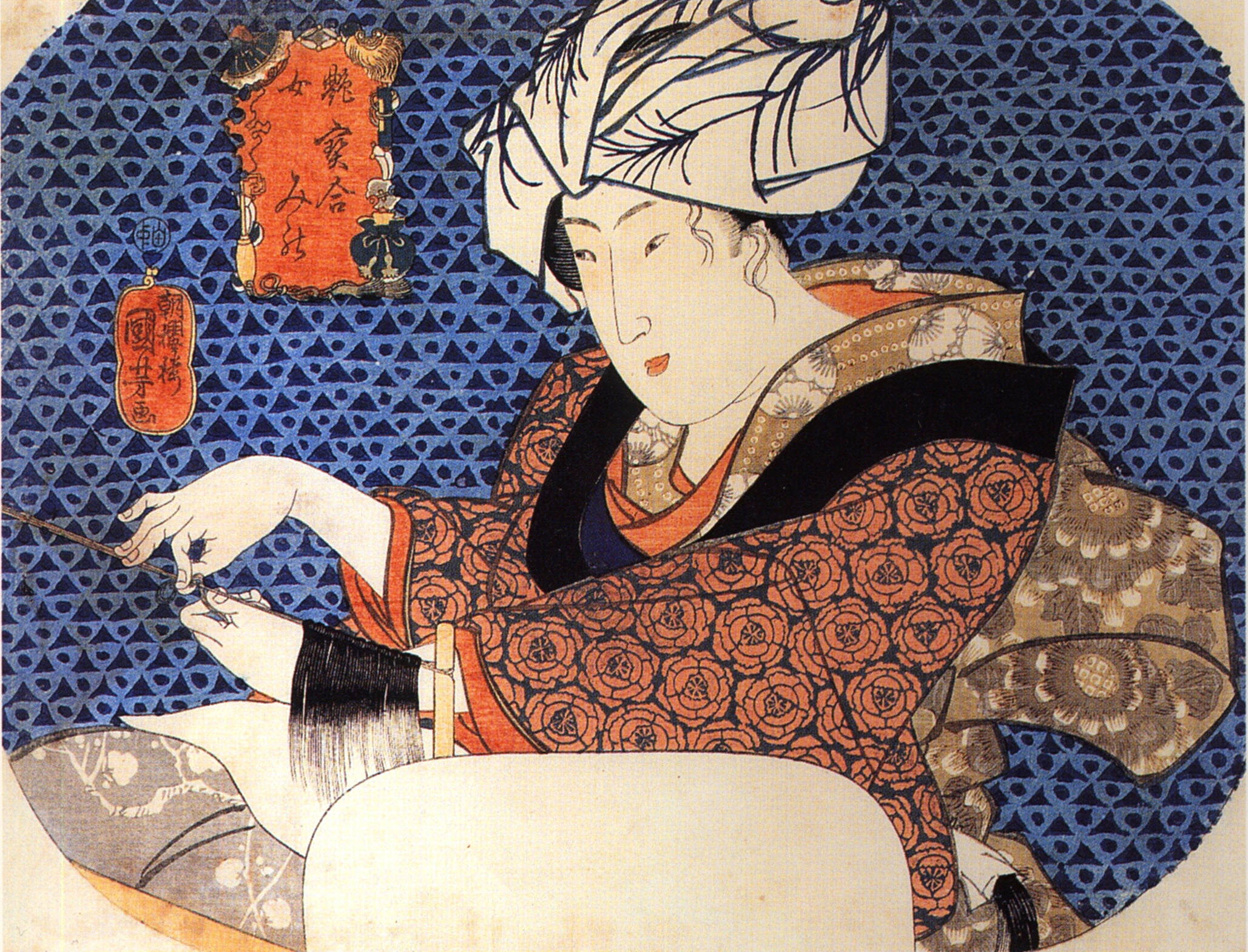
歌川國芳筆下製造假髮的女子

律令制規定官位六位以下的女性服制要佩戴「義髻（ぎけい）」。平安時代女性的垂髮也會用假髮補上。後來演變成結髪、垂髪兩方面的使用，當結髪的時候使用髷根元部分即「根髢（ねかもじ）」及為鬢補上造成好效果蓑状「鬢蓑（びんみの）」等、宮廷女性的大垂髮也會加上假髮作為後垂的部份，稱為「長髢（ながかもじ）」，前部的平額亦會使用向前垂下的「丸髢（まるかもじ）」。
昭和以後，常梳日本傳統髮型的人減少，也就減少使用假髮，通常只會在梳傳統髮型的時候使用，例如神社的巫女。此外，一些希望頭髮更濃密的女性也會使用假髮的。

#### 朝鮮

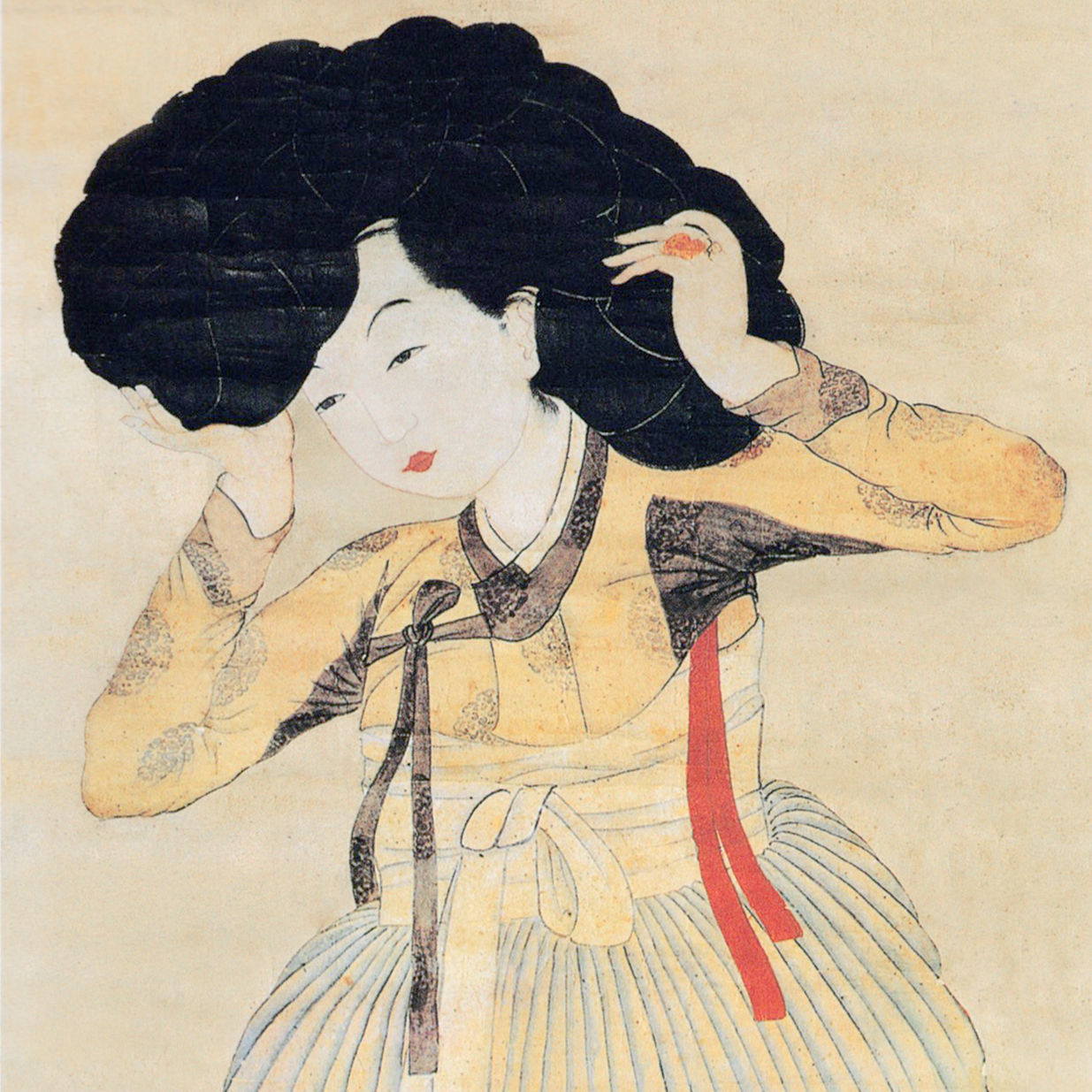
佩戴加髢的朝鮮王朝婦女

朝鮮半島在高麗王朝開始盛行戴假髻，忠烈王下令高麗全國穿蒙古服、留蒙古髮髻（編髮）。後來朝鮮太祖李成桂建立朝鮮王朝，採「男降女不降」政策，男性恢復漢制，女性則「蒙漢並行」，後來發展成「加髢」樣式。
至英祖時有婦女因加髢過重折斷頸項至死，宮中才撤銷已婚王族婦女及女官必須佩戴加髢的規定，並禁止，從此加髢只在婚服、宮廷禮服（常服不佩加髢）、妓生服飾中佩戴。
在朝鮮王朝的前期至中期，已婚婦女、妓生、高級女官（尚宮）均會戴上加髢。宮廷女性和命婦禮服、女官制服的加髢也是牒紙，從加髢的樣式可以區別等級。加髢也是身份、財富的象徵，有錢人、貴族婦女和妓生的加髢可以很大，後來宮中再發展出一種叫「舉頭美」（거두미）的木頭假髻，於重大日子加在加髢上。
後來婦女的加髢越來越大，形成奢侈之風氣，之後更有婦女因加髢過重折斷頸至死，朝鮮英祖曾下令減少宮中加髢每個所用的假髮，又與群臣商議以花冠代替加髢，但未有共識。之後他採納儒生宋德相禁髢髮的仰請，下令禁士族婦女加髢，改戴稱為簇頭里（족두리）的小花冠。。英祖三十三年宮中及士族婦女正式禁用加髢，只容許平民和賤民女性加髢。後來已婚婦女就改為只把辮子盤成髮髻並插上髮簪而不戴加髢。妓生則仍然流行佩戴加髢。到後期，官員妻子、王族婦女穿著圓衫（一種小禮服）時或在一些正式場合戴加髢。

### 非洲

#### 古埃及

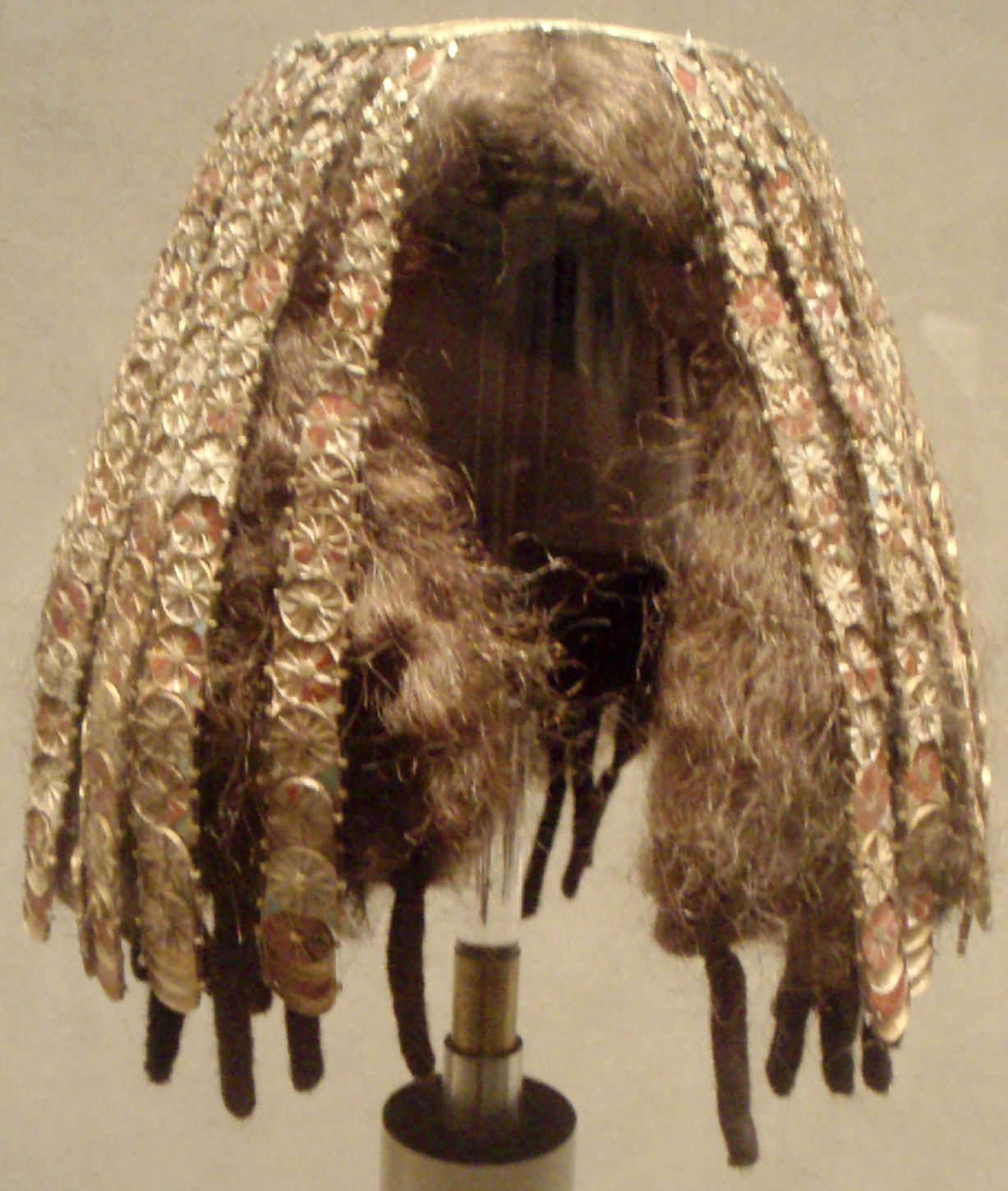
古埃及法老圖特摩斯三世的妃嬪所用之假髮

古埃及人在四千多年前就開始用假髮，也是世界上最早使用假髮的民族，在早王朝起開始普及，古王國起第三至第六王朝，常見到男女都佩戴以羊毛混合人髮製成的假髮。假髮的長度、樣式因社會地位與時代而異。由中王國起不論貧富、地位、性別都把頭髮與鬍鬚剃光，戴上假髮、假鬍子，只會在居喪時才任由頭髮生長，否則會被恥笑。對於這個現象，古希臘歷史學家希羅多德認為古埃及人覺得光著頭讓太陽曬會令頭顱變硬，但這並沒有科學根據，且無法解釋戴假髮的習慣。後來又有人認為古埃及人愛乾淨，頭髮、鬍子容易藏污納垢，於是把頭髮、鬍子剃去，戴上防止頭部被陽光曬傷的假髮，但有人質疑戴假髮代替真髮也不見得比留下毛髮乾淨。有人提出，雖然古埃及除賤民外任何人都可以戴假髮，但不同階層的人所戴假髮的樣式都有嚴格規定，不能僭越，趙立行在《古埃及的智慧》一書就提出這個觀點，他認為古埃及人戴假髮是為了區別貴賤、等級，並塑造法老的光輝形象。具有政治目的和社會意義。除了假頭髮外，法老、男性貴族和官員和還有假鬍子，是身份和權力的象徵。
古埃及的假髮主要有捲曲和辮子兩種款式，由於古希臘的神話中，眾神都有黃金血肉和青金石的頭髮，因此貴族的假髮常染成藍色。一般而言，女性的假发款式較為自然，男性的假髮則較花巧复杂。古王國時期的假髮長度為耳下到觸肩長度，當時還沒有剃去頭髮的習慣，只是留短髮再加上假髮，或把假髮以駁髮的方式加在真髮上。王族或貴族婦女會把长假发束成三条辫子。中王國後，女性假髮由头顶沿着面部垂直落在肩膀上，偶尔会有一小绺发丝捲成螺旋形。男性則一直維持在觸肩長度或較短，以小鬈发塑造，呈小三角或正方形，额前横向剪裁，或修成弧形，戴上時露出小部分前额，完全覆盖双耳及颈背部。賤民則以素面頭皮覆頭。新王國埃及人則较喜欢以数条长流苏点缀假发的尾部，其中阿瑪爾納時期（Amarna period）比较流行简短的假发。

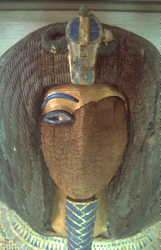
木乃伊棺材蓋上戴假髮的人像

此外還有款式繁多的假发，适合在特别场合作为头饰之用，古埃及女性在出席节庆场合时会在华丽的假发上配上芬芳的锥形饰物，饰物内的香膏会随着时间逐渐融化，渗入假发中散发出阵阵幽香。有些假髮還會加上棗椰樹纖維製成的墊，令假髮更豐盈。除了生前會用假髮，古埃及人也會以假髮陪葬，他們認為去另一世界往生时亦需要佩戴假发，考古學家也在不少古墓裡找到陪葬用的假髮。
假髮的材質有從人頭上剪下來的真髮、羊毛或植物纤维如稻草、棗椰樹纖維等材料。其中以真髮製造的為最高級，也最为昂贵。中等价钱的用真发与值物纤维混合。廉价的全部以植物纤维制成。假髮、驳发有些以編織方法及花结接驳真发，有些則以蜜腊、树脂或蜂蠟将假发直接固定在头皮上，也有像戴帽子那樣用帶子繫上。
由於古埃及人重視假髮，會把不佩戴的假髮放在特製的盒子裡收藏，置于储物架或箱内，亦经常将花瓣、肉桂木屑、香膏等洒在假发上，使假髮薰上香气。此外，假发制造业在當時也是一门受人敬仰的行业，亦是可供女性从事的工作种类之一。考古学家就发现了當地不少假发工场的遗迹。

### 歐洲

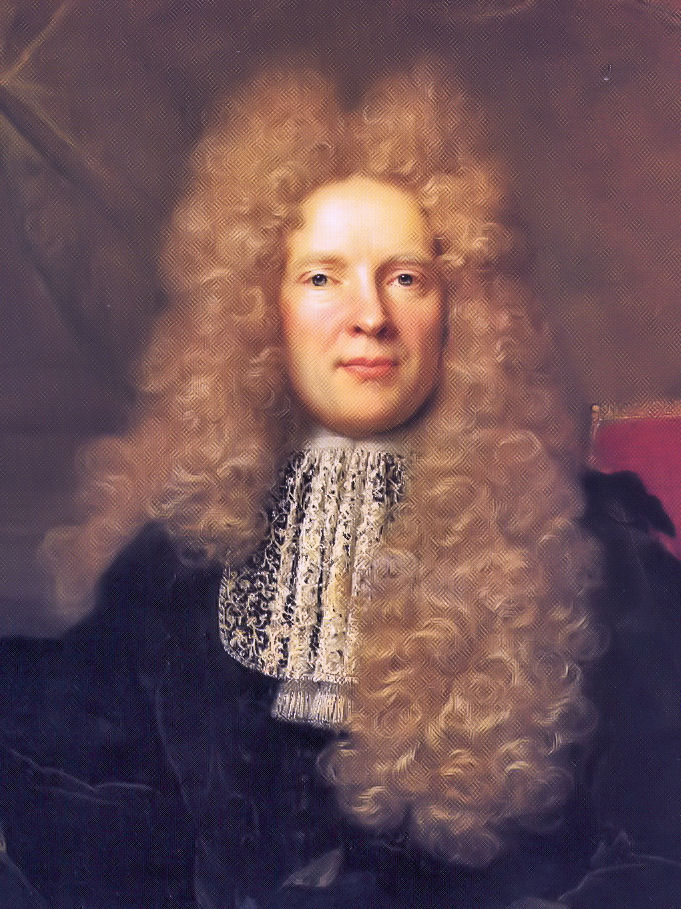
歐洲古代的假髮

假髮從古埃及傳到歐洲。古希腊、古罗马有些人認為禿頭的人是受到上天的懲罰，把禿子視為罪人。头发稀疏或秃顶軍官會被一些希腊领地的長官拒绝为他们安排工作。罗马人甚至曾經打算让议会通过“秃子法令”禁止秃顶男子竞选议员，秃顶的奴隶也只能卖到半价。禿子們為了免受歧視，就戴假髮遮住这个瑕疵。假发进一步得到了普及，在羅馬帝國時期，歐洲人很多都有使用假髮，就连皇帝也戴着假发，戰爭時敵方軍民的頭髮常作為戰利品進貢宮廷。一些貴族也會把奴隸的頭髮剃去做假髮。當時的習俗是已婚婦女要把頭髮遮蓋，一些貧窮的已婚婦女就賣掉自己的頭髮換錢。有些貧農也會把自己的頭髮束起结成发辫，长到足够的长度就剪下卖给假发市场。
羅馬帝國衰亡後的一千年內，歐洲受羅馬天主教會影響，把假髮視為魔鬼的假面具，認為戴假髮會阻礙上帝的祝福進入心灵。當時教徒如果戴假髮，有可能會被逐出教會，692年在君士坦丁堡的教堂就有几个教徒因为戴假发而被革出了教门，因此這段時期歐洲人都甚少使用假髮。

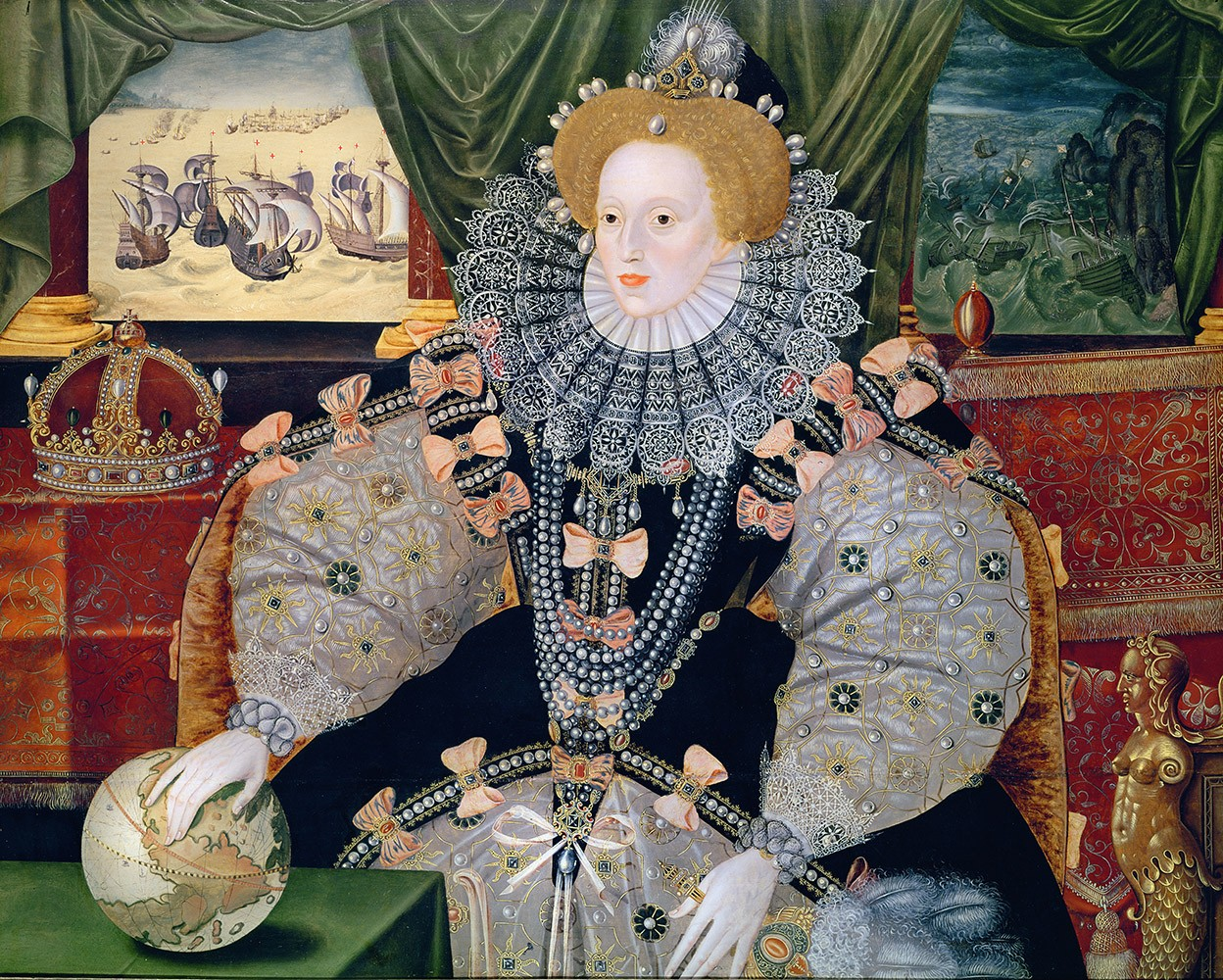
佩戴紅假髮的英國女王伊莉莎伯一世

直至十六世紀，假髮才再度流行，被用作遮蓋脫髮或美化外表的飾品。當時惡劣的衛生環境令人們容易長頭蝨，有些人就把頭髮剃掉，戴上假髮，因此假髮在古代歐洲除了裝飾性之外，還有實用的功能。但假髮的復興主要還是因為王室成員喜愛，英格蘭女王伊莉莎伯一世以喜歡戴紅假髮見稱。十七世紀男性戴羅馬式假髮的先鋒則是法國國王路易十三，他為了遮蓋頭上的傷疤而戴假髮，近臣为了讨好他，也纷纷戴起了假发。繼承他王位的兒子路易十四也因為頭髮稀疏而戴假髮，於是臣民們紛紛仿效。那时候的假发套有45种之多，就连满头浓发的人也喜欢赶这个时髦。后来假发就成了伟大君主政体时代的象徵。
英王查理二世流亡法國一段時間後，在1660年回國重新執政時，就把這種男裝假髮傳入英語系國家。這種長度及肩或稍長於肩假髮成為1620年代以來歐洲男子的時尚，不久亦流行於英國的法庭。倫敦日記作家塞繆爾·佩皮斯（Samuel Pepys）就寫下了他在1665年某天被理髮師剃去頭髮後第一次戴假髮的事，當年黑死病爆發，他感到戴假髮很不舒服：
1665年9月3日：起床後穿上我的顏色絲質西裝，很好，還有買了好一陣子但不敢戴的新假髮，因為我是在爆發著瘟疫的西敏買它的，我在想瘟疫之後，人們怕假髮是從死於疫症的人頭上取來的頭髮製造的，怕被傳染就沒人敢買假髮，假髮的時尚會怎樣呢？
除此之外，假髮還有其他弊端，比如佩皮斯於1667年3月27日寫下的：
我要去Swan找我認識很久的假髮匠傑瓦斯，他給我一頂假髮，卻滿佈蝨卵，所以我很難看到它（這是他的老毛病了），要送回去讓他弄乾淨。
這段時期假髮幾乎成為男性必需的服飾，並且差不多代表社會地位，假髮匠因而受到尊敬。1665年第一個假髮匠工會在法國成立，之後歐洲其他國家也紛紛成立類似的工會。十七世紀的假髮異常精細，因此製造假髮也是一門技術。當時的假髮覆蓋肩、背，垂至下巴，故此非常重且佩戴起來不舒服。這種假髮的製造成本高昂，尤其是以真髮製造的最為昂貴，以馬毛或山羊毛製造的則較為便宜。
十八世紀的假髮常會加上粉末，使他們呈白色或斑白的樣子。假髮粉以加入橙花、薰衣草或鳶尾花根香味的澱粉製成，它們有時會加上紫藍、藍、粉紅、黃等顏色，但最常見的是白色。加粉的假髮直至十八世紀末都是一些需要穿著隆重之重大場合的必需品。加粉的假髮容易掉粉且難以打理，於是又出現了一些以白色或斑白馬毛製成的假髮作日常法庭服飾之用。1780年代起，年輕男性流行加粉末在自己生長出來的頭髮上，1790年代後，假髮和髮粉都是年紀較大、較保守的男性使用，女性則會在出庭時使用。英國政府在1795年起每年向髮粉徵稅一堅尼，此稅項令假髮和髮粉的時尚於1800年代消退。

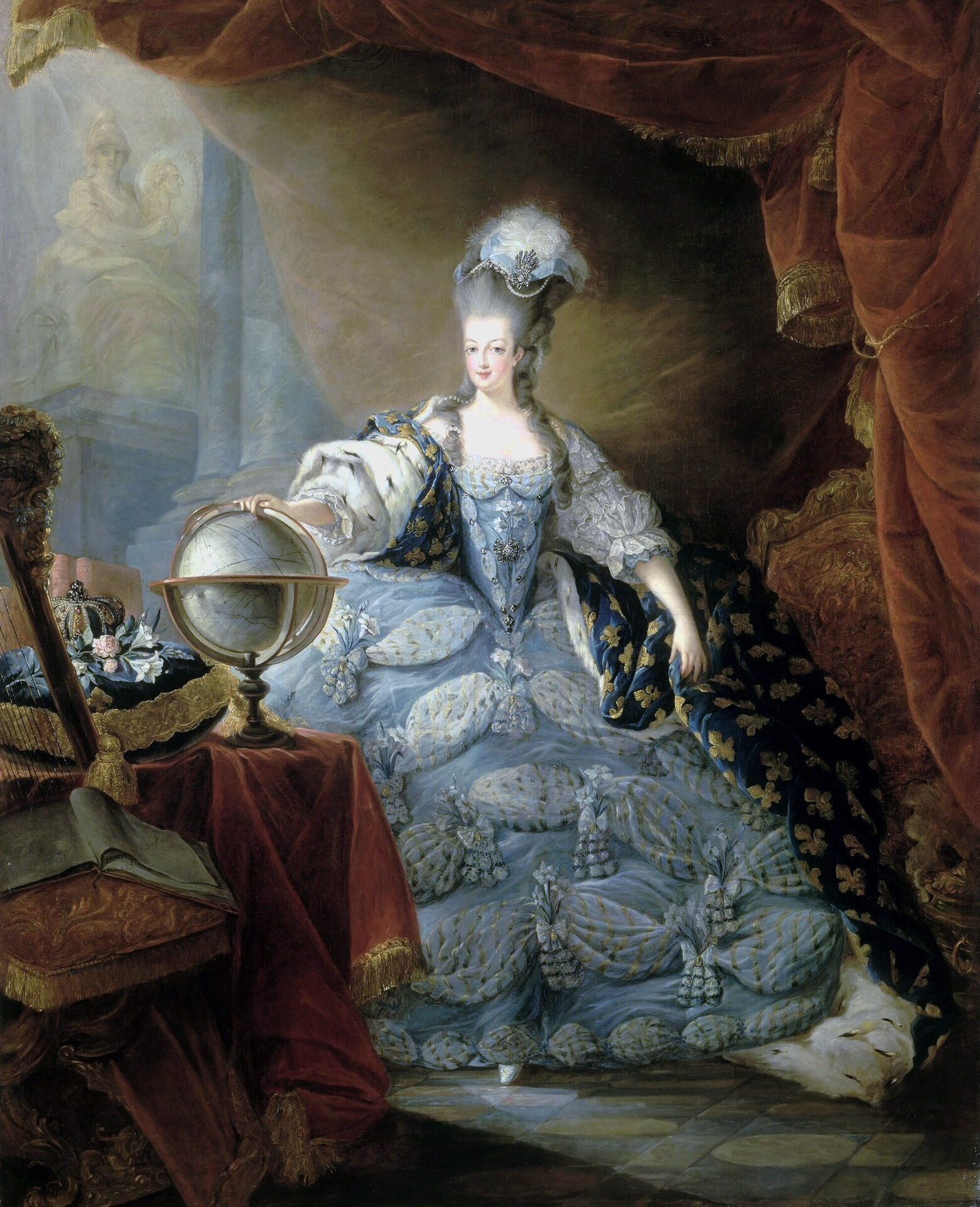
瑪麗·安托瓦內特戴著突出的高髮髻假髮（pouf style wig）

在十八世紀中後期，法國凡爾賽宮中的女性興起佩戴大而精巧、受人注目的假髮（如一式一樣的「舟形假髮」）。這些假髮非常重，包含髮蠟、髮粉、以及其他裝飾品。這種華麗的假髮在十八世紀末成為法國貴族階層頹廢墮落的象徵。
十九世紀的假髮變得較小和莊重，法國不再以假髮代表社會地位，英國則仍然維持一段時間。一些專業亦把假髮作為他們所穿服裝的一部份，並成為某些法律體系的傳統，也是很多英聯邦國家和地區的慣例。直至1823年，英國聖公會和愛爾蘭聖公會的主教在宗教儀式時會佩戴假髮。大律師所戴的假髮是十八世紀末流行的式樣，法官在平日審訊時配合法庭服飾所戴的假髮與大律師所戴的短假髮相似，但他們和御用大律師參加重大儀式時會戴全罩式假髮。
女裝假髮的發展歷程與男裝假髮不同，在十八世紀才開始普及，初期以在自己的真髮上加上小綹假髮為主，直至十九世紀至二十世紀初都不流行全頭式的假髮，多是脫髮的老婦佩戴。
十八世紀至二十世紀初，歐洲有不少窮人賣頭髮去做假髮。1911年的《大英百科全书》中说，贫穷落后的巴爾幹地区的农村少女往往把头发剪下来卖钱，而法蘭西南部的农村少女培植并销售头发也很常見。女作家凯瑟琳·黑尔就曾經剪掉頭髮卖钱交学费。當時歐洲也有些製造假髮的人髮是來自美國，美国内战时有一位叫迪莉娅的女子给傳播媒体写信，敦促所有12岁以上的属于南部邦联的女性支持者把长发卖给欧洲，以还清南部邦联的债务。美国作家露依莎·奧爾柯特的小说《小妇人》中也有一段寫瑪區家二女喬（Jo March）卖掉心爱长头发的情节。

## 表演藝術所用的假髮

### 傳統表演藝術

#### 中國戲曲

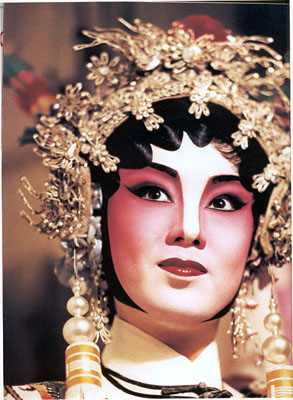
佩戴「片子」假髮的粵劇花旦造型

中國戲曲中，假髮是「行頭」（戲服、道具的統稱）中「頭面」（頭部飾物）的一部份，屬於「軟頭面」之一，種類很多，優伶都會佩戴假髮演出。這些假髮有用真髮製的，也有用犛牛毛、粗絲線、紗等製成。
男角（包括生、淨、末、丑）的假髮有全頂（將整個頭部全包住）、半頂（頭頂齊耳往後部分），半頂假髮外剩下的部分稱為「頭片」，指兩鬢和美人尖的髮片，靠臉頰的地方會黃膠加以黏貼，靠頭頂的地方則用髮夾或簪固定。不同角色也有不同的假髮。有時也會配上不同樣式的假髮頭套，例如在表現窮困、潦倒時會配上散髮。又有甩髮、鬢髮、孩兒髮等。甩髮又稱水髮（粵劇源自北方戲曲，北方話「甩」與粵語「水」接近），用來表現角色慌張、焦慮、驚惶、絕望、甚至瘋狂等各種情緒。又可以表示不同的形象如披頭散髮、衣冠不整、丟盔卸甲、蓬頭垢面等，伶人演出時經常將長髮連續甩動以展現人物受刺激而掙扎的身體反應，故有「甩髮」之名，除了造型之外，也是一種特殊的舞蹈工具，伶人要運用頭部和頸部的工夫配合特定的翻滾技巧舞弄甩髮以刻畫情緒，稱為「甩髮功」。扮演中年和老年男子的又會戴上稱為「髯口」的假鬍子，髯口的形狀、顏色也代表了角色的身份、性格等，也可以用撥弄髯口的動作來表達情緒，稱為「髯口功」。
旦角有一種叫「大頭」的假髮，會用到一種分成一綹綹、稱為「片子」的假髮，貼上前要用束髮帶把本身的頭髮束起，把片子蘸刨花水梳平，沿著束髮帶貼，一端呈橢圓形的幾片用作瀏海，尾端尖削的兩片置於兩鬢，臉寬的向內貼，臉小的向外貼，可以把臉型修飾成瓜子臉。梳好後再於髮束邊緣插上鈿等飾物，又會配上以真髮或其他物料的髮絲編成的假髻（通常為高髻），再插上簪、釵、珠花、頂花、步搖等頭飾。
假髮的種類和用法會因應各種地方戲曲以及劇目、行當、角色不同而略有差異，但基本造型也是大同小異。伶人需要按照劇情發展轉換合適的假髮。從前行「衣、盔、雜、把」四衣箱制，假髮和口髯不用時前會放在一個叫雜箱的衣箱內。改為「六大箱」後，生角的假髮和口髯放在叫「盔頭箱」的衣箱內，旦角的假髮則存放在另一個叫「梳頭桌」的衣箱內，由兼任為旦角打片子、化妝、梳頭的技術人員「梳頭桌師傅」整理。

#### 日本傳統戲劇
能劇

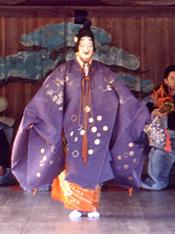
戴假髮的能劇演員

能劇的幾個主要角色（包括仕手、連、脇）是過去的人物，需要戴上面具（能面）演出，假髮是與能面配套使用。假髮可以分兩種，一種是把毛髮固定在演員頭上梳成所需的髮型，另一種是製成頭套套上。假发的類型可分为「鬘」、「尉髪」（じょうかみ）、「垂发」、「蓬頭」四大類。有些能劇用的假髮重達四公斤。
鬘類的假髮中最具代表性的是扮演女角用的「鬘」（かつら），把假髮用梳固定在头上，从中间分缝，盖住耳朵，拢到脑后结成髮髻，再用鬘帶缠裹额头至脑后，鬘帶的两端自背后垂下。能劇五类戏中別稱「鬘能」的「三番目能」，是以女性為主角，內容多是敘述平安時代一個美女的故事，男演員扮演美女時就要佩戴這種假髮。除此之外，鬘類還有用於老年女角的「姥鬘」（うばかつら）、用於喝食角色的「喝食鬘」（かっしきかつら）、長髮等。
其餘三大類假髮也各有特點。「尉髮」（じょうかみ）以黄白色的马尾毛製造，把假髮固定在演員頭上，然後拢到头顶，结成一个扁长的发髻盖住头顶，用於老翁角色。垂发类有两种，一種是用於老年男性的「白垂」（しろだれ），另一種是用於男神、女神或修罗能後場主角的「黑垂」（くろたれ）。垂髮類假髮要与冠帽、毛巾配套使用，因为垂发的头顶部分没有假发，将结有黑色假髮的圆套套在头上，然後戴上冠帽、毛巾即成。蓬头类是一種参差不齐、浓密厚重的假髮，用长马尾毛製成，有三種不同颜色，「黑頭」（くろがしら）用于男性亡魂、妖怪、童子等角色；「赤头」（あかがしら）用于凶神、龙王、鬼等角色。「白頭」（しろがしら）用于老龙王、老人幽魂等角色。使用时把蓬头套在头上即可。
歌舞伎

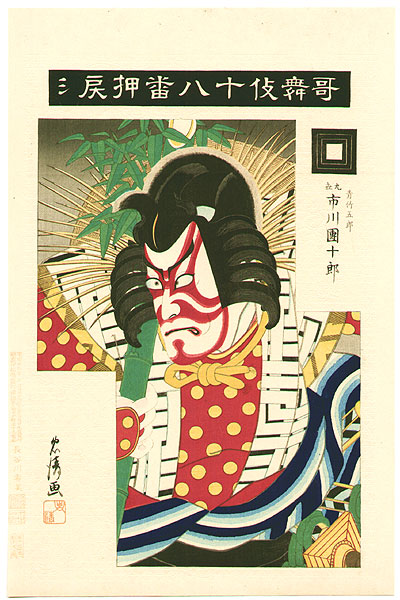
歌舞伎的「車鬢」假髮造型

歌舞伎所用的假发样式更加多样，有一百几十种，其中男角用假发有60多种，女角用假发有40多种。這些假髮很重，最重的可重至五公斤，較輕的也有2公斤左右。演員戴上假髮前都會戴上一頂白帽把頭髮包進去。假发的使用也是根据人物的性别、年龄、身份、性格、職業等等来确定的。
常見的假髮有以下幾種。“車鬢”（くるまびん）是英雄、武士角色所用的，貼上臉的兩側一綹綹向外彎，五綹的叫「五本車鬢」，七綹的叫「七本車鬢」。是扮演武家女房時用，上面插上一根笄。“吹輪”（ふきわ）是貴族妇女角色用的假髮，為插上花、梳等飾物的大髮髻。“王子”（おうじ）用於公家謀反者一類的反派，後垂長髮。“燕手”（えんで）也常用於反派角色，因為額兩端的髮向外飛出，狀如燕子翅膀而得名，頭頂有一髷。此外還有病人用的“病鉢卷”、威武角色用的「亂髮」等多種。

#### 西方歌劇

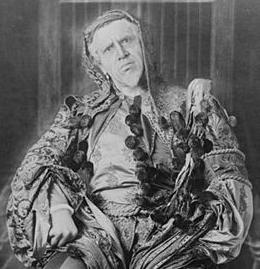
意大利男中音蒂薩·魯弗（Titta Ruffo）在歌劇《弄臣》中的戴假髮造型

西方傳統戲劇歌劇的演員在演出時都會使用假髮，一如其他傳統戲劇，歌劇用的假髮樣式也是依照角色的身份、性別、性格、職業、時代背景等而不同，例如男主角、女主角、反派、壞女孩等角色會有不同樣式的假髮，十七世紀人物角色會用白色的大假髮。歌劇用假髮（尤其是主要角色所用的）是依照演員的頭形訂做的，因此由不同的演員演出同一劇目的同一角色，使用的假髮也會不同，較次要或陪襯角色則可能會用現成的假髮。有些演員會為自己演出的角色訂做假髮，演出時自備。歌劇每次演出都要使用大量假髮，角色越多，使用的假髮也越多。例如美國紐約大都會歌劇團（Metropolitan Opera）於2002至2003年演出的《特洛伊人》就需要訂製250頂假髮。由於使用假髮數量多，一些規模較大的歌劇團還有專門負責製造假髮的人員和部門，儲存的假髮數量可達到五千至六千頂。
製造假髮前要先做一個模。先把演員本身的頭髮弄平，以膠膜或膠帶從頭頂至頸部包起來，然後在膠膜上畫上演員的髮線。再把膠膜脫下，放在一個與演員頭部大小相若、以棉花填塞的模型頭上面，再繼續包上膠膜直至變硬，就製成一個模。再依照需要的造型做頭套，頭套以網狀的材料製成，前端部份要用較柔軟、幼細，且不易被觀眾察覺的的蕾絲網製造。再選取適當材質、颜色的毛髮，以一個鉤型工具把髮絲從不同穿上頭套打結。之後塑造所需的髮型，如以捲髮筒（hot roller）或針捲器（pin curl）把假髮燙曲、編成辮子等。整個工序需時24至40小時，一個普通的假髮約重八盎司，但某些特定角色的假髮會較重，如埃及豔后的長假髮就以兩個普通的假髮製成，十七世紀角色所用的假髮也會較大和重。
訂做的假髮要於正式演出前兩星期完成後，再給演員試戴，演員綵排時也會戴著，以測試是否舒適、會否影響演出。如發覺有問題就交給假髮匠修改至合適為止。演出後不用的假髮要洗淨，然後翻轉放於不透氣的膠袋內儲存，並加上標示劇目、角色、製造者以及大小等資料的標籤。若假髮乾燥或頭套破損，髮絲會剪下來製作另一假髮或假鬍子。

#### 其他傳統藝術表演者
在很多傳統社會裡，藝人的身份不僅是一種職業，也是一種社會階層。這些藝人的假髮不止是用於表演時美化外表，日常生活也會戴著，代表他們的身份。
日本藝妓、舞妓

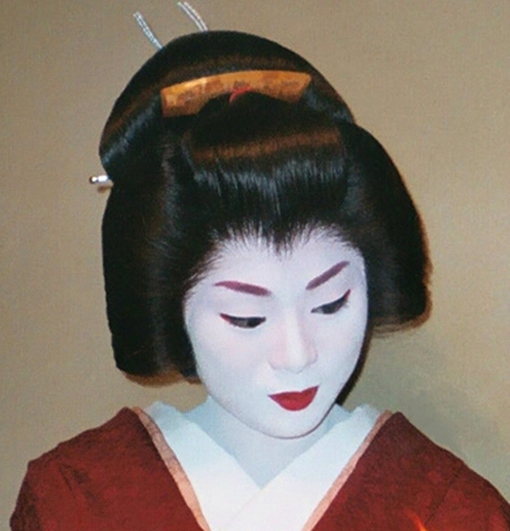
藝妓的的髮髻常會加入假髮

日本的藝妓依照年資有不同的髮髻，這些髮髻常會加入假髮梳成，所用的假髮必須是從未染燙過的真髮製造，從前日本人較少染燙頭髮，在日本找製作藝妓假髮的髮絲不難，現代日本人卻經常燙染頭髮，所以現在用來製假髮的髮絲多是從東南亞进口的。
為藝妓加上假髮，先要從藝妓的髮根加入髮膠，然後浇上一种清漆，接着把假发低低地扣到藝妓头上，直到额头，再用髮簪固定。藝妓的髮型多為高聳的島田髷，加入假髮與真髮一起盤髻能令髮髻更豐滿。藝妓經常要保持這樣的髮型，因此也是藝妓的特徵之一。
傳統上處於見習階段未成為正式藝妓的舞妓是用真髮盤髻的，但現代很多日本少女頭髮不夠長，於是有些現代的舞妓也會用假髮。
朝鮮妓生

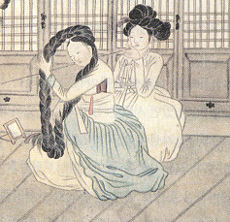
戴加髢的妓生

朝鮮古代的妓生要先在教坊受訓，見習的妓生稱為「童妓」，她們和一般女孩那樣梳一條辮子垂在背後。只有通過測驗的童妓才可以正式成為妓生，進行一個稱為「盤頭」的儀式戴上加髢，盤頭之後的妓生才可以正式奉客。
童妓階段的妓生是不能用加髢的，而正式的妓生即使不是在奉客和表演時，也會戴上大而重的加髢。當朝廷禁止士族婦女佩戴加髢後，人們看到戴上又大又重加髢，在上面配上多種飾物的女子，就知道她們是正式的妓生。

### 現代表演藝術

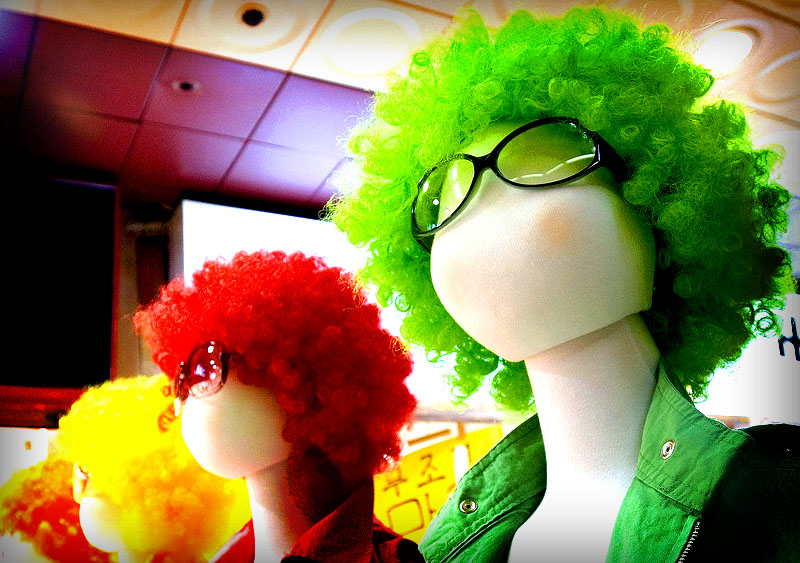
表演及化妝舞會用的彩色假髮

現代表演藝術種類繁多，亦有不少會使用假髮。

#### 現代戲劇
假髮在現代戲劇，包括舞台劇（音樂劇、話劇等）、電影、電視劇等也是常用的道具，尤其常用於古裝戲劇，這是因為古代髮型通常較為複雜，為了減省梳理髮型的時間，以及讓演員不需要為了某一角色保持指定的髮型一至全部演出結束，都會預先做好劇情所需的假髮頭套，演員只要一套上就可以參與演出。
古裝戲劇的假髮樣式通常會參考時代背景設計，但為了更突出的視覺效果，以及有些古代髮型難以考證，古裝戲劇的假髮樣式未必與史實的髮型完全相同。當要用到替身演員時，同一樣式的假髮要做多於一個。
有些時裝戲劇亦會因應角色與劇情需要而要一些演員戴假髮，例如由本身留短髮的演員扮演留長髮的角色，用假髮就可以節省等待該演員留長髮的時間。又例如飾演因化療而脫髮的演員（如飾演癌症病人），常要束起自己的頭髮，戴上不太自然的假髮，讓觀眾意識到那是假髮。1944年電影《史格芬頓先生》中比提·戴維斯在頑抗白喉後戴上假髮，令她顯得脆弱，我見猶憐。

#### 其他表演藝術
一些需要穿著特殊服飾的演藝活動如小丑表演、時裝模特兒走秀、歌手演唱等，也要用到假髮。另外一些非職業性質的表演，如化妝舞會、cosplay等，也常常會用假髮。
小丑

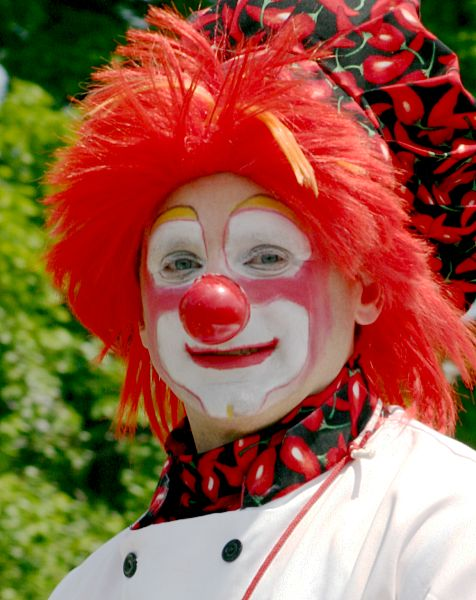
戴紅色假髮的小丑

小丑的假髮多是色彩鮮豔奪目，雖然這種髮型並非不可以用真髮塑造，但經常燙髮、染髮會傷害頭髮，且日常生活仍然保持這種髮型可能引起不便。因此假髮就成為小丑的必需品。
歌手演唱

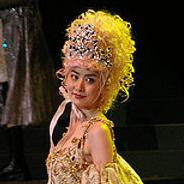
香港歌手陳慧琳於演唱時戴假髮

近年歌手注重形象包裝，髮型是形象重要的一環，所以假髮也是不少歌手常用的服飾之一。尤其是舉行演唱會時，會在短時間內更換多套服裝配合不同歌曲，因此也會用不同樣式的假髮配合不同形象，省卻轉換髮型的時間。
時裝模特兒

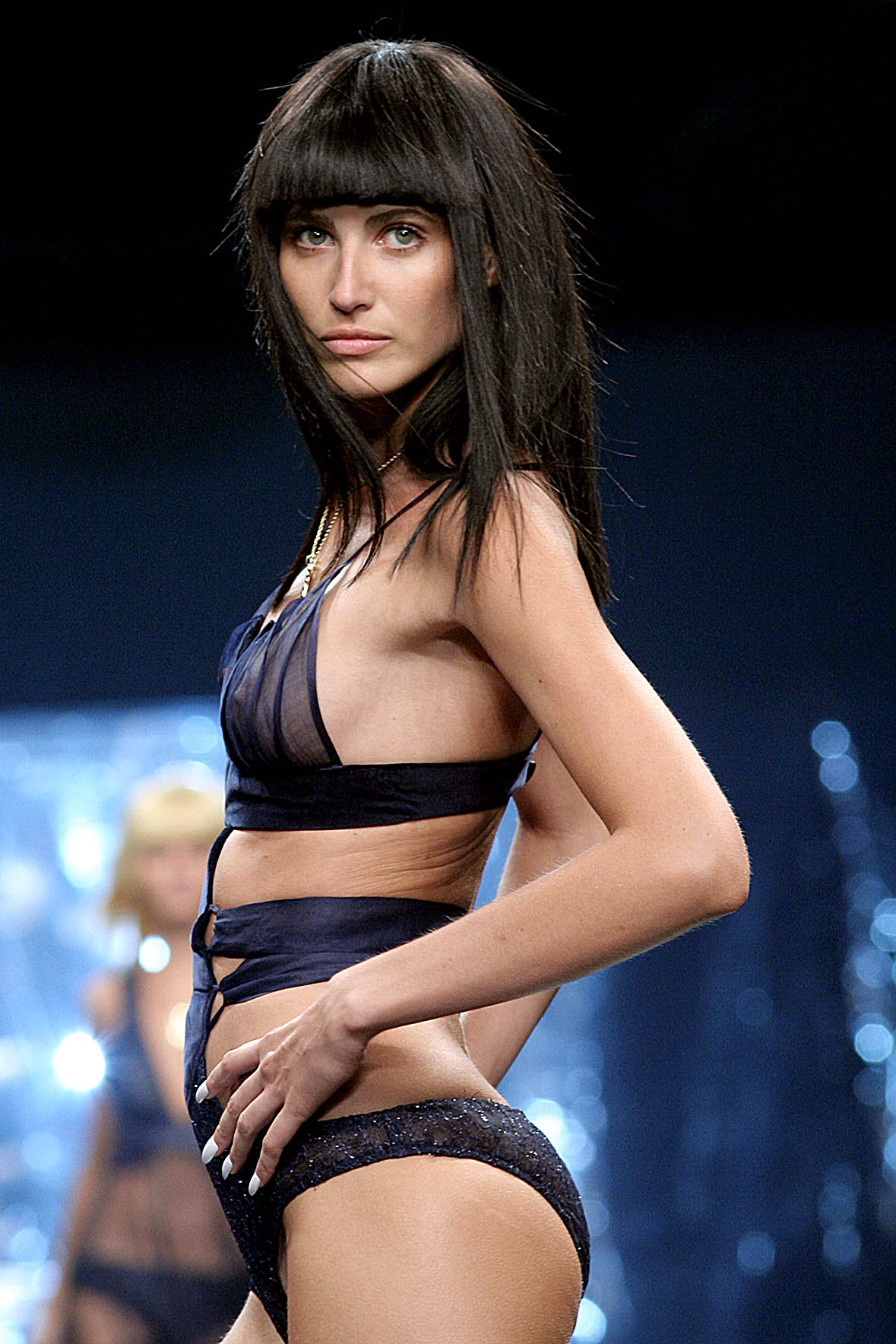
巴西模特兒米歇爾·阿爾維斯於一個時裝表演上戴假髮

時裝表演中，時裝模特兒在天橋行貓步展示服裝時，常會以髮型配合所穿的服裝，並且需要在短時間內轉換造型，有些髮型就需要用到假髮塑造或完全以假髮代替真髮。
角色扮演
有些個人或商業機構會為特定原因扮演某些人物角色，例如參加化妝舞會、宣傳活動（如商業宣傳扮演吉祥物、財神，選舉宣傳）等，為求較佳的視覺效果，以及方便轉換髮型，常會用假髮。

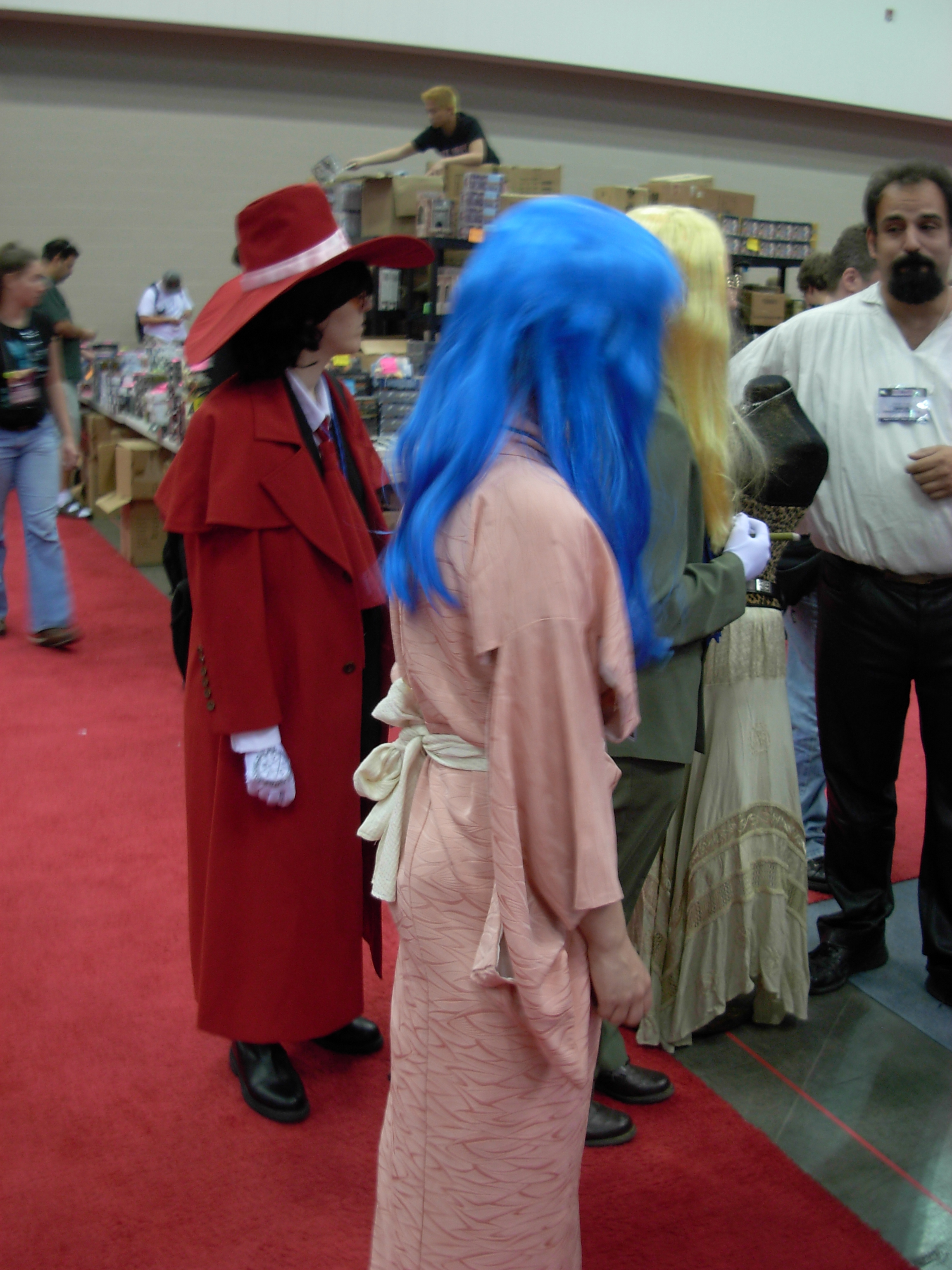
戴上假髮參與Cosplay活動的人

假髮是化妝舞會服飾的一部份，這類假髮除了有不同顏色的仿真髮外，還有一些以閃箔製成的假髮，於萬聖節期間常看到。
Cosplay活動是角色扮演的一種，扮演ACG（動畫、漫畫、遊戲）人物，不少ACG人物的頭髮顏色都與人類的天然髮色不同，扮演者不能在完全不更改本身頭髮的顏色扮演該角色，而且他們一般不會只扮演一個角色，如果用染髮來更改頭髮顏色，不但不方便，還會損害髮質。此外，扮演者本身的頭髮長度也未必與所扮演的角色相同。所以扮演者常會戴假髮令造型更逼真，更有所扮演角色的神髓，亦免卻染髮、駁髮帶來的不便。

## 法庭服飾用的假髮

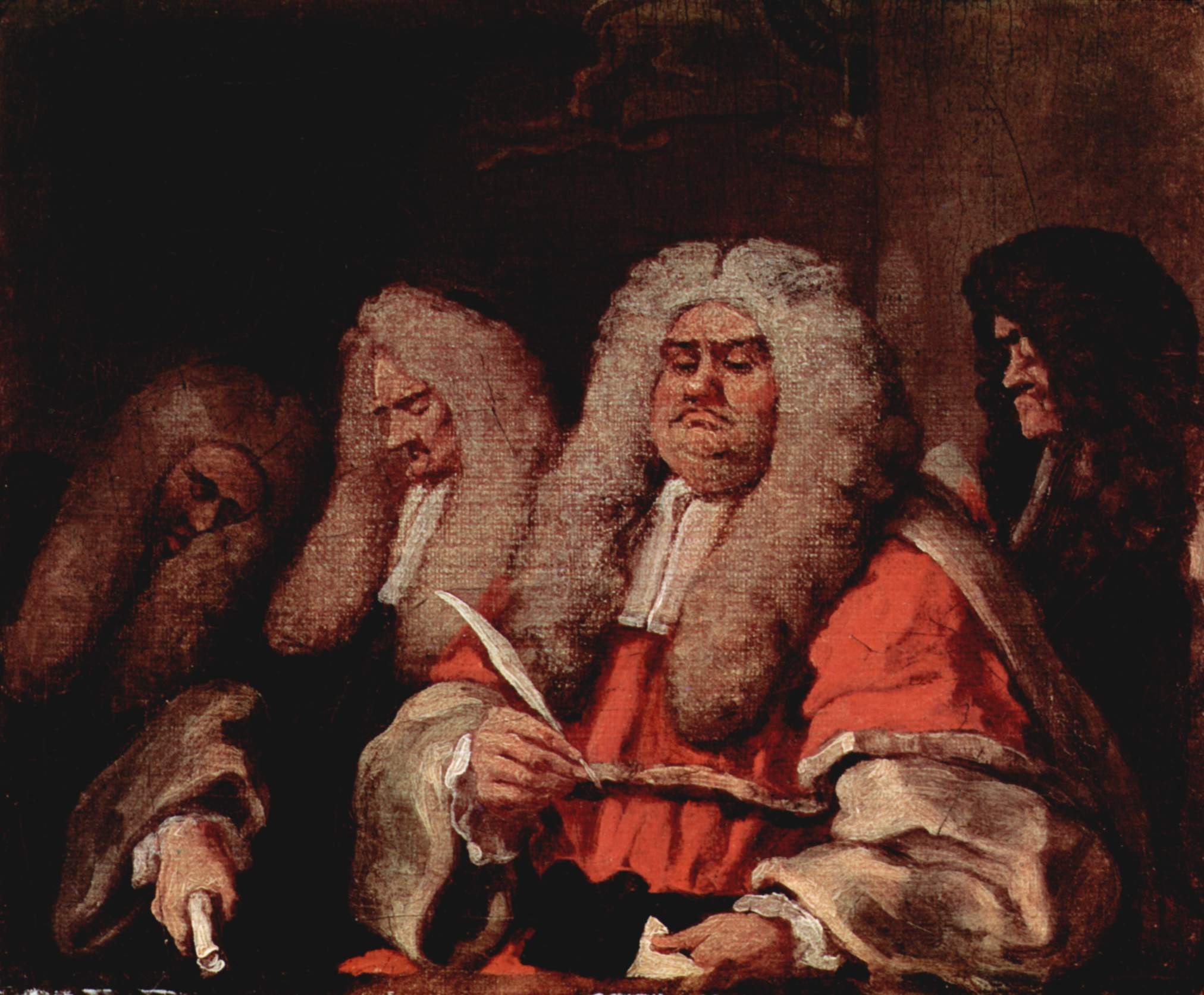
威廉·贺加斯於1758年的作品《法官席》（The Bench），畫中的法官戴著長假髮

在英國和大部份英聯邦國家，假髮是大律師和法官的法庭服飾之一。這種假髮配上黑袍給人一種莊嚴、禮儀化的感覺，也是英國司法系統的象徵。
戴假髮的意義有幾種不同說法。有些人認為法官和律師依照身份戴上指定式樣、並且很明顯是假的的假髮，給人「非人化」的感覺，象徵法律公正無私，法官戴上假髮就代表去除私心雜念，成為法治的化身，公正無私的辦案，配合司法所要求的精确和所强调的稳定与平衡。亦有人認為這表示司法是一種正式、莊嚴的行為，儀式性非常強，不是街頭、炕頭的隨意行為；法官、律師戴上灰白色的假髮，令人覺得德高望重符合傳統社會中以世事洞明、人情練達的年長者擔任調解者的習慣，法官戴上假髮，裁決就較容易讓人信服，也代表法官的權威和重要性。亦有一種說法是為了保護法官、律師，法官的判決以及律師的辯護可能引起部份人不滿，戴上假髮可以讓法官和律師掩飾身份，也表示他們本人與被起訴者沒有仇，無論判決如何都只是行使法律賦予的職權。
法官、大律師初期用的假髮是長至及肩的，1780年起審理民事案件改用小型假髮。現在所用的假髮tie-wig是1822年出現的，以馬尾毛製造。
這類法庭服飾用假髮售價不菲，法官所用的假髮每個價值1500英鎊左右，較普通的也要差不多300英鎊，典礼上使用的长假发bench wig更達到4000英镑。为了协助法官添置昂贵的传统服饰，当局要给高等法院法官大约3万英镑的津贴，巡迴法官则获得2万英镑的津贴。假髮昂貴是因為每頂假髮的做工都很精细，而且不能通过机器或生产流水线进行批量生产，必須由工匠進行编织和打卷的工序，需時44小時才完成一個。
很多法官和律師都只有一頂假髮，從不更換，是因為他們認為假髮越舊代表在法律界的資歷越高。法学院学生在取得律师资格之后，家人或朋友给他的最好的礼物就是由某位名家制作的假发。许多从事假发制作的匠人的技術都是世代相傳，而不少假发匠人世家对于每个售出的假发都有要求购买者签名备案，在这些记录中可以找到许多名人的亲笔签名，因为许多知名政治家都是律师出身的。

### 假髮存廢爭議

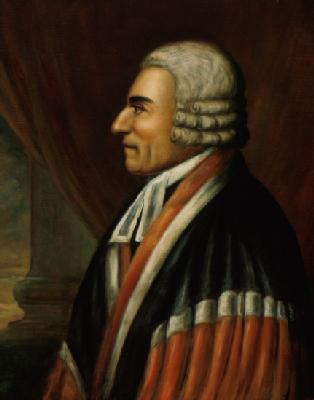
法官於法庭上所用的短假髮，有人覺得給人高高在上、難以親近的感覺，亦有人認為代表法庭的莊嚴

近年有不少國家均有人提出廢除法庭服飾使用假髮的傳統制度。有些人認為假髮已經不合時宜，在主張簡潔現代化的前提下，法庭服飾應有所變革。但亦有人認為假髮需要保留。假髮的存廢問題多年來爭議不絕。

#### 主張廢除
據1999年一項民意調查顯示，在英格蘭和威爾斯，2/3人認為英國法官不知民間疾苦。人們對法官的服飾和假髮的反應大多為「不喜歡」、「感覺不好」，也覺得法官戴假髮給人高高在上的感覺，令人覺得自己不過是小民一名。該民調亦顯示英國人質疑戴上假髮的法官能否舉行公平的聽證或做出持平的裁判。2000年的民調則顯示，只有31%的人希望民事法庭法官戴假髮。2003年5月英國上議院進行的一個调查顯示2/3英国人认为英国法官戴的假发穿的长袍不合时宜，需要改变，但同時也有多数民众认为在刑事法庭上仍可以保留假发和长袍的样式。同年6月英國司法部所做的一個民意調查中，六成受訪者認為法庭服飾不合時宜、有被脅迫的感覺以及陳舊落伍、難以親近。美国第三任总统托马斯·杰斐逊就曾说：“（英国法官）像躲在棉絮下面向外窥视的老鼠”。
一些法官和律师也感觉头戴假发不太舒服，尤其到了夏天，不但感觉悶热，還會發臭。2007年年初英國另一個調查中，顯示有57%的律师对戴假发表示不满，原因是这些由马毛编成的假发套造价非常昂贵且不卫生，许多人为此经常忍受头皮发痒的苦恼。一些民眾甚至認為法官在夏天戴着假发审案情绪不好時可能會把怨气发洩在原告或被告身上。一些多年來忍受戴假发帶來之不便的年长法官和律师支持廢除戴假髮的規定，他们认为法庭不是旅遊景点，保留传统與否无关紧要。在中國大陸，也有人認爲香港法官和律師使用假髮是殖民地舊俗，應被革除。

#### 主張保留
然而，也有些法官和律師不希望廢除使用假髮。2000年的調查顯示，民事庭裡犯罪庭的法官、檢察官都不願摘除他們頂上的假髮，認為出庭時戴上假髮有助掩飾自己的相貌，避免在法庭外受到干擾和報復。2007年初的調查裡也發現，70%法官和律師仍然希望繼續在法庭上戴假髮，即使他們要忍受在酷暑裡頭上要頂著半英吋厚的馬尾毛，而反對廢除庭上戴假髮的以年輕的法官和律師居多，他們认为戴上銀白色假髮可以提高他们的权威，而且取消传统装束会破坏法庭的莊严气氛。
有些民眾也認為戴假髮的傳統有需要保留，這是因為有些人习惯性把假发与地位、身份乃至正义联繫起来。事务律师获得出庭权後就因为没戴假发的资格，向上议院提出了好几次陈情都不成功；而不少被告人也优先选择可以佩带假发的大律师为他们辩护，甚至有人認為有否戴假髮會影響对陪审团的说服能力。雖然英國政府在2002年所做的民調裡，只有42%的英国民众赞成保留法官和律师戴假发和穿长袍的习惯，但2003年5月上議院所做的民調裡，在六成受訪者認為法庭服飾需要改革的同時，也有多数民众认为在刑事法庭上仍可以保留假发和长袍的样式。

#### 各地對假髮的存廢
早於1970年代，澳洲为了顺应家庭法庭减少形式、增进和谐的潮流，廢除法官及律師必須戴假发的規定。但到1987年，据说是由于发生了多次针对司法人员的袭击，于是又恢复戴假发的制度。英国因為戴上假髮的法官和律師吓得一个出庭作证的孩子大哭不止，在1992年取消青少年特别法庭中司法人员佩戴假发的惯例。而英國高等法院商業法庭的法官和律師們就早在1980年代以「服飾形象不合時宜」、「無法與現代商業並進」為由不再於庭上戴假髮，改穿「國際服飾」，但民事法庭中執法官員的服飾從1990年以來，歷經多次評估始終沒有改革。
1998年，欧文勋爵向上议院遴选委员会提出略微修改着装，改為只穿普通裤子和鞋，但委员会认为“议会礼仪极受重视，议长之职殊为重要。兹放弃大法官之传统装饰，或做略微修改亦即造成降低尊严和权威之后果”。這個提议还招致英国工党和英国保守党议员的批评，當時民调也发现多数人认为法官还应该着传统装束，结果改革之事不了了之。
2008年英國通過改革，英國民事法官只改穿簡單黑袍，不再戴假髮，但刑事法庭法官仍要繼續穿戴法袍和假髮。
澳洲則在2007年7月起新南威爾士州上訴法院投票通過於該州的審訊中不再戴假髮。
香港在主權移交中華人民共和國後，高等法院和區域法院的原訟庭上，法官和大律師仍然保持英國統治時期戴假髮的傳統。
新加坡在杨邦孝担任首席大法官后，对司法体系进行了改革，废除了戴假发的习惯。

## 現代日常生活中的使用

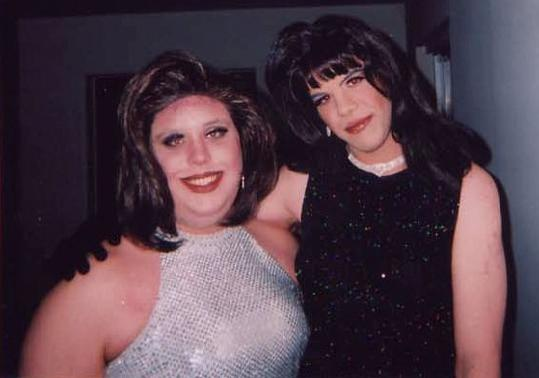
戴女裝假髮男扮女裝的易服者

今日，人們在日常生活中有時也會用到假髮。有些人想節省打理頭髮、轉換髮型的時間，就會戴假髮來轉換不同的髮型樣式。脫髮或頭髮稀疏的人也會用假髮令自己的頭髮看上去較濃密，其中一些局部假髮就是專為局部脫髮的人而設的。由於局部脫髮的患者多為男性，而男性脫髮多為禿頂（俗稱「地中海」），會令外表較為蒼老，因此不少禿頂的男性都會佩戴假髮，讓自己看起來較年輕。一些因為患癌接受化療而脫髮的人，以及圓禿（俗稱「鬼剃頭」）患者也會戴假髮，前AV女優大澤惠即曾因鬼剃頭而戴假髮演出。也有些白髮的人為了減少染黑頭髮的次數而佩戴局部假髮遮蓋頭頂新長出來的白髮。
一些名人如美國鄉村音樂歌手桃麗·芭頓（Dolly Parton）、美國演員拉蔻兒·薇芝（Raquel Welch）令假髮受歡迎。美國歌手雪兒在過去四十年曾戴過多種假髮——由金髮到黑髮，從曲髮到直髮。香港藝人沈殿霞的招牌髮型也是以戴假髮的方式保持20年，她有多個同款假髮供日常替換。同是藝人的沈殿霞前夫鄭少秋亦有戴假髮習慣多年，保持平日頭髮濃密的形象。
一些作異性打扮的易服者也常用假髮，尤其是男扮女裝的易服者常常會戴長假髮讓自己較為女性化，配合身上所穿的女裝。

## 用料

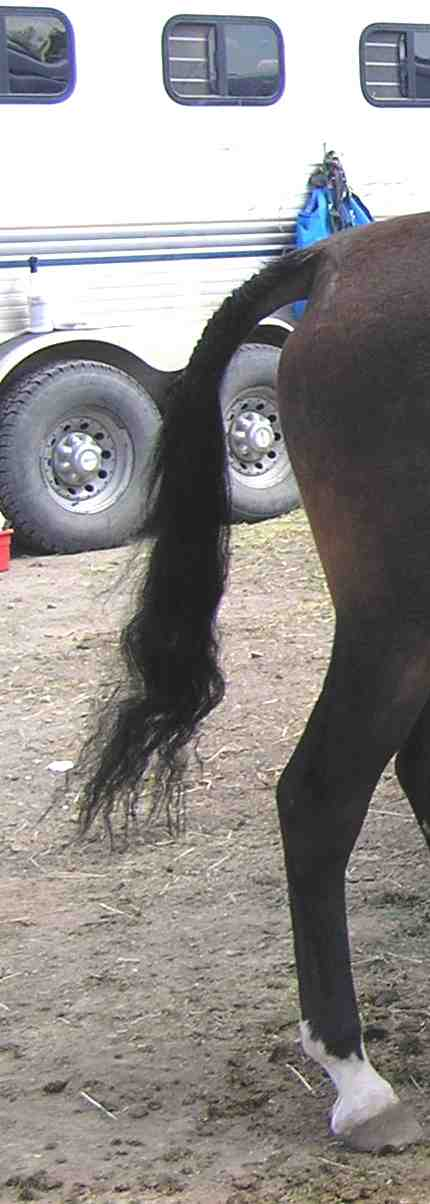
馬尾毛是假髮的常用材料之一

可用作製造假髮的材料有很多，不同時代、地區會用不同的材料，某些特定用途的假髮也有指定的用料。
在古代東亞，假髮多用人們的真頭髮製造，也有一些用絲線製造或把兩者混合。真髮比例越高的越貴，也越高級。古埃及、古代歐洲除人髮外，馬毛（多用馬尾毛和馬鬃毛）、羊毛等動物毛髮以及植物纖維也是常用作假髮的材料，當中也是以人髮製造的最貴。現代的假髮除了傳統的天然材料外，還有一些化學纖維如尼龍、玻璃纖維、人造絲等材料製造。因為人造合成的頭髮受過定型的處理，所以可以梳刷，也可以噴上髮膠，比較容易打理。當然也有些是真髮和人造髮混合。人髮當中又以未染燙過的黑髮最好，可以染成不同顏色和較容易造型。一些高級的人造髮在外观、手感、颜色、垂度等方面都不亚于真髮，但有些低档假发显得粗糙、失真，也不耐看。
由於已發展地區的人很多都有燙髮、染髮，用作製造假髮的人髮多在中國大陸、印度和東南亞等發展中地區取得。在印度，安得拉邦的蒂鲁帕提庙參拜的印度教徒常會捐獻自己的頭髮以示虔誠，庙里总共雇用了600名理发师为信徒剪髮，每隔几天就有成吨的头发从寺庙的仓库运出，送到另一大城市金奈的工厂裡进行加工，成品出口到美国、法国等西方国家。寺庙由此每年可以出口90吨头发，所获得的收入超过3亿卢比。2000年代有统计表明，美国发制品市场上的真髮有一成人髮原料来自印度。
人造髮則以日本卡妮卡纶料（kanekalon，業內又稱「KK料」）最好，价格亦为最贵。其次是韩国纤维发丝“K丝”、“M丝”。

## 現代假髮的打理及保養

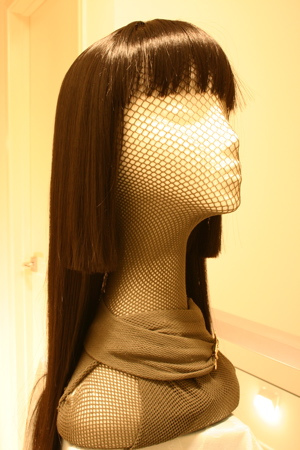
把假髮放在模型頭上有助保持原來的髮型

任何材料製造的假髮用久了都会受污染、变髒，因此使用全頂式假发前最好在髮套裡缝垫一个发网，既有助于固定，又便于清洗。
假髮需要定期清洗或常用梳子梳掉上面的灰尘。先将假发放在盛有少量洗髮水的脸盆里浸泡五至十分钟，再轻轻漂洗，用疏齒梳把上面的污物梳掉，切忌用力扭搓。之後用乾毛巾吸掉水珠，再梳至原来的发型，放置阴凉处晾乾，切忌曝晒和使用吹风機吹乾。
每次梳洗假髮後后可在假发上擦少许发油，保持假髮的光澤。长期不用的假髮要在清洗后放至盒子中或模型头上再加上塑料套，既可保持原来的发型，又可避免灰尘和细菌的侵入，不可随意摺叠或夹在衣服中保存。

## 假发的生产制造
据《南华早报》数据显示，2018年中国已经是最大的假发制造和出口国，出口销售额为36亿美元，占全球市场的70-80%。其中，河南省许昌市的出口销售额就达到了10亿元。许昌生产假发有超过100年的历史。慈禧执政时期，许昌泉店有一个叫白锡和的商人结识了当时做假发生意的德国人亨特，白锡和用亨特带来的德国生产的“飞马牌”钢针换取农户家中被随意丢弃的头发。现在许昌有了假发之都的美誉。
随着跨境电商的崛起，青岛成为高端假发的主要生产地。手钩蕾丝头套畅销欧美。